# Dominikus Witte
Dominikus Witte (* 1956 in Osnabrück) ist ein deutscher freischaffender Künstler, u. a. als Bildhauer.
Zunächst erlernte er die Stein-, Holz- und Metallbildhauerei im Atelier seines Vaters, des Bildhauers Willi Witte. Das Studium an der Fachhochschule Krefeld (Produkt-Design) schloss er 1985 ab. Von 1986 bis 1991 hatte er einen Lehrauftrag für Kunst- und Werkpädagogik an der katholischen Fachhochschule Osnabrück.
Witte lebt und arbeitet seit 1985 als freischaffender Künstler in Osnabrück.

## Werke (Auswahl)
| Bezeichnung                                                                 | Bild           | Standort                                                                       | Errichtung Einweihung | Weitere Informationen |
| --------------------------------------------------------------------------- | -------------- | ------------------------------------------------------------------------------ | --------------------- | --- |
| Aus der Enge befreit                                                        | weitere Bilder | Twistringen, im Eingangsbereich des St.-Annen-Stiftes (Lage)                   | 2004                  | Die Sandsteinfigur soll das Ziel der dort untergebrachten Psychiatrie verdeutlichen, dass der Einzelne aus seinen Verstrickungen ans Licht treten kann. |
| Künstlerische Innengestaltung der Autobahnkapelle „Jesus – Brot des Lebens“ |                | Geeste (Landkreis Emsland), Rastplatz „Heseper Moor West“ (an der A 31) (Lage) |                       | [ 2 ] |
| Glaubensweg Seligpreisungen                                                 |                | Wietmarschen, entlang der Straße Alter Diek nach Lohne (Lage)                  | 2002                  | [ 3 ] [ 4 ] |

## Schriften
- mit Gerhard Lohmeier: Weihnachtskrippen im Emsland – Ausstellung in der Klosterkirche zu Haselünn. Papenburger Druck, Papenburg 1988